# Rudy Perpich

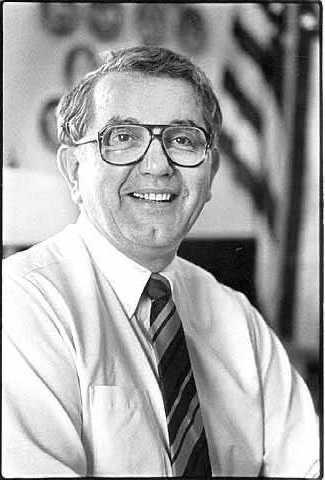
Rudy Perpich (1985)

Rudolph „Rudy“ George Perpich (* 7. Juni 1928 in Carson Lake, Minnesota; † 21. September 1995 in Minnetonka; gebürtig Rudolph George Prpić) war ein US-amerikanischer Politiker der Minnesota Democratic-Farmer-Labor Party. Von 1976 bis 1979 und 1983 bis 1991 war er Gouverneur von Minnesota.

## Biografie
Perpich wurde als Sohn von Eltern kroatischer Abstammung in Carson Lake geboren. Dies war auch der Grund, wieso er erst in der Schule die englische Sprache erlernte. Nach dem Abschluss der Hibbing High School ging er zunächst zwei Jahre zur United States Army. Anschließend studierte Perpich an der Marquette University in Milwaukee Zahnmedizin. Nachdem er 1954 das Studium erfolgreich abgeschlossen hatte, kehrte er nach Hibbing zurück, um dort als Zahnarzt zu arbeiten.
Seine bundesstaatliche Laufbahn als Politiker begann 1962, als er erstmals in den Senat von Minnesota gewählt wurde. Bei den Wahlen vier Jahre später wurde er in seinem Amt bestätigt. 1970 wurde er zum 39. Vizegouverneur gewählt. Als Wendell Anderson zum Jahresende 1976 als Gouverneur zurücktrat, um den designierten Vizepräsidenten Walter Mondale im US-Senat zu ersetzen, wurde Perpich am 29. Dezember 1976 der 34. Gouverneur von Minnesota. Als er 1978 jedoch bei den Gouverneurswahlen dem republikanischen Herausforderer Al Quie unterlag, arbeitete er zunächst bei Control Data Corporation, bevor er 1982 erneut zum Gouverneur gewählt wurde. Nachdem er 1986 wiedergewählt worden war, verlor er 1990 die Wahlen gegen Arne Carlson. 
Nach Abschluss seiner politischen Karriere ging Perpich 1991 nach Kroatien, um dort beim Aufbau der nachkommunistischen, demokratisch gewählten Regierung zu helfen. 1992 zog er nach Paris, bevor er ein Jahr später nach Minnesota zurückkehrte. Am 21. Dezember 1995 starb Perpich an den Folgen von Darmkrebs. Sein Grab befindet sich auf dem Lakewood Cemetery in Minneapolis.